# 1203.
◄ | 12. stoljeće | 13. stoljeće | 14. stoljeće | ►
◄ | 1170-ih | 1180-ih | 1190-ih | 1200-ih | 1210-ih | 1220-ih | 1230-ih | ►
◄◄ | ◄ | 1200. | 1201. | 1202. | 1203. | 1204. | 1205. | 1206. | ► | ►►
Arhitektura • Astronomija • Glazba • Knjige • Književnost • Kršćanstvo • Medicina • Pravo • Promet • Znanost

## Događaji
- Tijelo svetog Šimuna preneseno u Zadar.
- Izgrađen benediktinski samostan na Lokrumu.
- Vjenčanje pretendenta na hrvatsko-ugarsko prijestolje Andrija II. s Gertrudom, kćerkom vojvode Berchtolda od Andechs-Merana.
- Treća pobuna Andrije II. protiv kralja Emerika.
- Kraj vladavine Abu Tahira bin Muhameda iz dinastije Hazaraspida nad planinskim područjima Zagrosa.
- Bizantski car Aleksije III. Angel detroniziran i bačen u samostan.
- Aleksije IV. Angel došao na bizantsko prijestolje.
- Utemeljeno sveučilište u Sieni.
- 8. travnja – Na skupu kojeg je sazvao ban Kulin potpisana Bilinopoljska izjava u kojoj su poglavari bosanske bogumilske crkve pred izaslanikom rimskog pape izjavili da se odriču svog krivovjerja.
- 17. srpnja – snage Četvrtog križarskog pohoda osvajaju Konstantinopol

## Smrti
- 30. studenog – umro hrvatsko-ugarski kralj Emerik.

## Vanjske poveznice
|  | Zajednički poslužitelj ima još gradiva o temi 1203. |